# Bsharre
Bsharre  (in arabo  بشري‎?) è una cittadina del Libano, di circa 20 000 abitanti, capoluogo del Distretto di Bsharre. Si trova nel nord del paese, ai bordi della valle di Qadisha, a circa 110 km da Beirut, a un'altitudine di oltre 1.500 metri.
La città ha dato i natali al celebre scrittore, poeta, pittore e scultore Khalil Gibran. Salendo oltre questa località, a pochi chilometri sorge una millenaria foresta di Cedrus libani, i famosi alberi celebrati nella Bibbia.
Da Bsharre si può partire per recarsi a sciare sulle montagne innevate soprastanti, effettuare sci di fondo o provare il parapendio.
Il Museo di Gibran (che contiene anche la tomba del grande personaggio) espone anche diverse tele originali dell'artista. Nei pressi dello stesso è visibile anche un'antica tomba fenicia.
Scendendo ai piedi della roccia che fa da zoccolo alla cittadina, si può visitare l'antico monastero maronita di Sant'Eliseo (Deir Mar Elisha).
Gli abitanti di Bsharre appartengono pressoché interamente alla Chiesa maronita.